# 第90回天皇杯・第81回皇后杯 全日本総合バスケットボール選手権大会

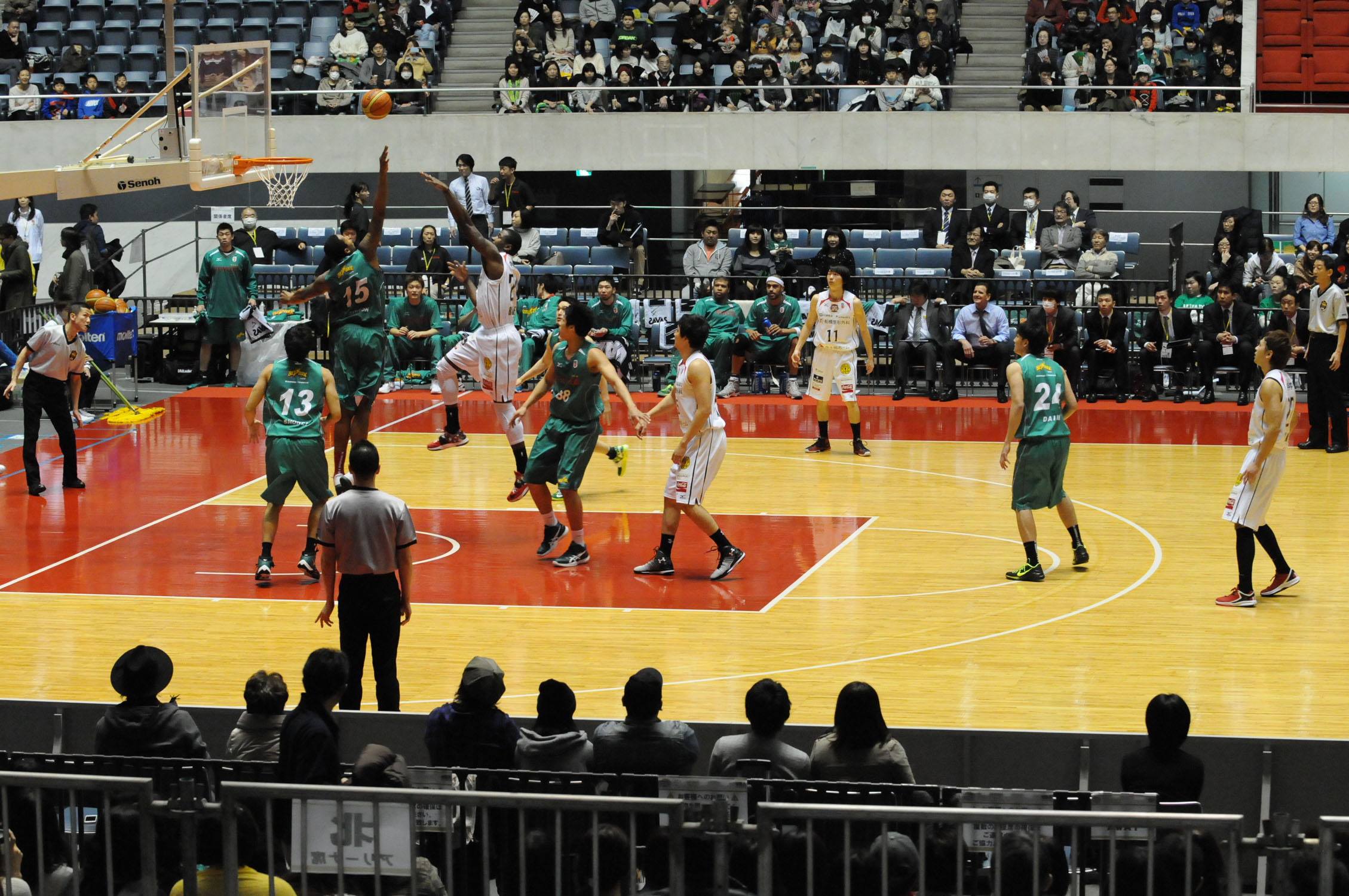
準々決勝、千葉ジェッツ対トヨタ東京

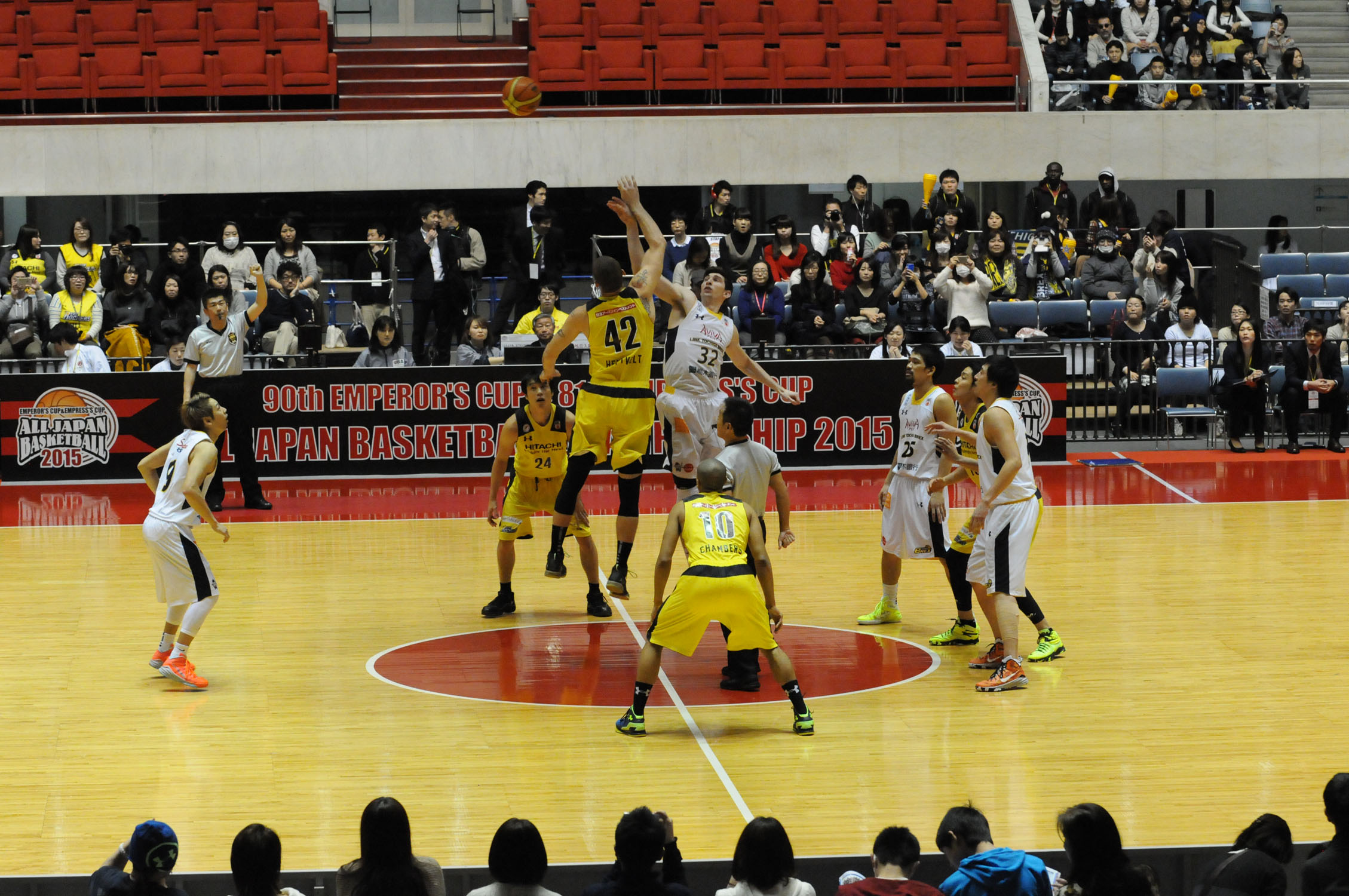
準々決勝、リンク栃木対日立東京

東日本大震災復興支援 第90回天皇杯・第81回皇后杯 全日本総合バスケットボール選手権大会（ひがしにほんだいしんさいふっこうしえん だい90かいてんのうはい・だい81かいこうごうはい ぜんにほんそうごうバスケットボールせんしゅけんたいかい）は、2015年1月1日から12日までの期間に開催された全日本総合バスケットボール選手権大会。通称オールジャパン2015。
男子は日立サンロッカーズ東京が初優勝、女子はJX-ENEOSサンフラワーズが2年連続19回目の優勝を果たした。

## 概要
大会は国立代々木競技場第一体育館・第二体育館と駒沢体育館、大田区総合体育館の4会場で開催し、トーナメント方式により優勝チームを決定する。1チームの選手数は日本バスケットボール協会に競技者登録された16名以内で、外国籍選手の出場は同時間帯につき1名まで（オン・ザ・コート・ワン）。
参加資格があるチームは日本バスケットボール協会に加盟登録されたチームで、男子は次の計36チーム。
- NBL・NBDLより推薦された16チーム（11月30日のリーグ戦終了時点の順位により決定）
- 全日本大学連盟より推薦された8チーム（第66回全日本大学バスケットボール選手権大会の結果により決定）
- 全日本社会人選手権より推薦された2チーム
- 全国高校選手権より推薦された1チーム
- 地方ブロック協会より推薦された9チーム

女子は次の計32チーム。
- WJBLより推薦された11チーム（前シーズンのリーグ戦結果により推薦順位を決定）
- 全日本大学連盟から推薦された8チーム
- 全日本社会人選手権より推薦された3チーム
- 全国高校選手権より推薦された1チーム
- 地方ブロック協会より推薦された9チーム

## 出場チーム

### 男子
NBL
- アイシンシーホース三河（NBL第1シード）
- 三菱電機ダイヤモンドドルフィンズ名古屋（NBL第3シード）
- 東芝ブレイブサンダース神奈川（NBL第5シード）
- トヨタ自動車アルバルク東京（NBL第7シード）
- 兵庫ストークス（NBL第9シード）
- 和歌山トライアンズ（NBL第11シード）
- 熊本ヴォルターズ（NBL第13シード）

- 日立サンロッカーズ東京（NBL第2シード）
- 広島ドラゴンフライズ（NBL第4シード）
- リンク栃木ブレックス（NBL第6シード）
- 千葉ジェッツ（NBL第8シード）
- レバンガ北海道（NBL第10シード）
- つくばロボッツ（NBL第12シード）

NBDL
- 東京エクセレンス（NBDL第1シード）
- 豊田通商ファイティングイーグルス名古屋（NBDL第2シード）
- アースフレンズ東京Z（NBDL第3シード）

学生
- 筑波大学（1位）
- 大東文化大学（3位）
- 国士舘大学（5位）
- 近畿大学（7位）

- 東海大学（2位）
- 拓殖大学（4位）
- 明治大学（6位）
- 慶應義塾大学（8位）

社会人
- 九州電力（1位）

- 和歌山クラブ（2位）

高等学校
- 福岡大学附属大濠高等学校

地方ブロック協会
- EBETSU W・B（北海道）
- JR東日本秋田（東北）
- 曙ブレーキ工業（関東）
- 石川ブルースパークス（北信越）
- 中京大学（東海）

- 近畿大学（近畿）
- TOTAL-CLUB （中国）
- UNITE（四国）
- 日本経済大学（九州）

### 女子
WJBL
- JX-ENEOSサンフラワーズ（1位）
- トヨタ自動車アンテロープス（3位）
- シャンソン化粧品シャンソンVマジック（5位）
- トヨタ紡織サンシャインラビッツ（7位）
- アイシン・エィ・ダブリュ ウィングス（9位）
- 羽田ヴィッキーズ（11位）

- デンソーアイリス（2位）
- 富士通レッドウェーブ（4位）
- 三菱電機コアラーズ（6位）
- 新潟アルビレックスBBラビッツ（8位）
- 日立ハイテク クーガーズ（10位）

学生
- 早稲田大学（1位）
- 東京医療保健大学（3位）
- 大阪人間科学大学（5位）
- 筑波大学（7位）

- 白鷗大学（2位）
- 大阪体育大学（4位）
- 西南女学院大学（6位）
- 順天堂大学（8位）

社会人
- 山形銀行（1位）
- 紀陽銀行（3位）

- 鶴屋百貨店（2位）

高等学校
- 桜花学園高等学校

地方ブロック
- アカシヤクラブ（北海道）
- 秋田銀行（東北）
- 松蔭大学（関東）
- 福井県立足羽高等学校（北信越）
- 愛知学泉大学（東海）

- 大阪人間科学大学（近畿）
- 環太平洋大学（中国）
- 今治オレンジブロッサム（四国）
- 西南女学院大学（九州）

## 試合結果

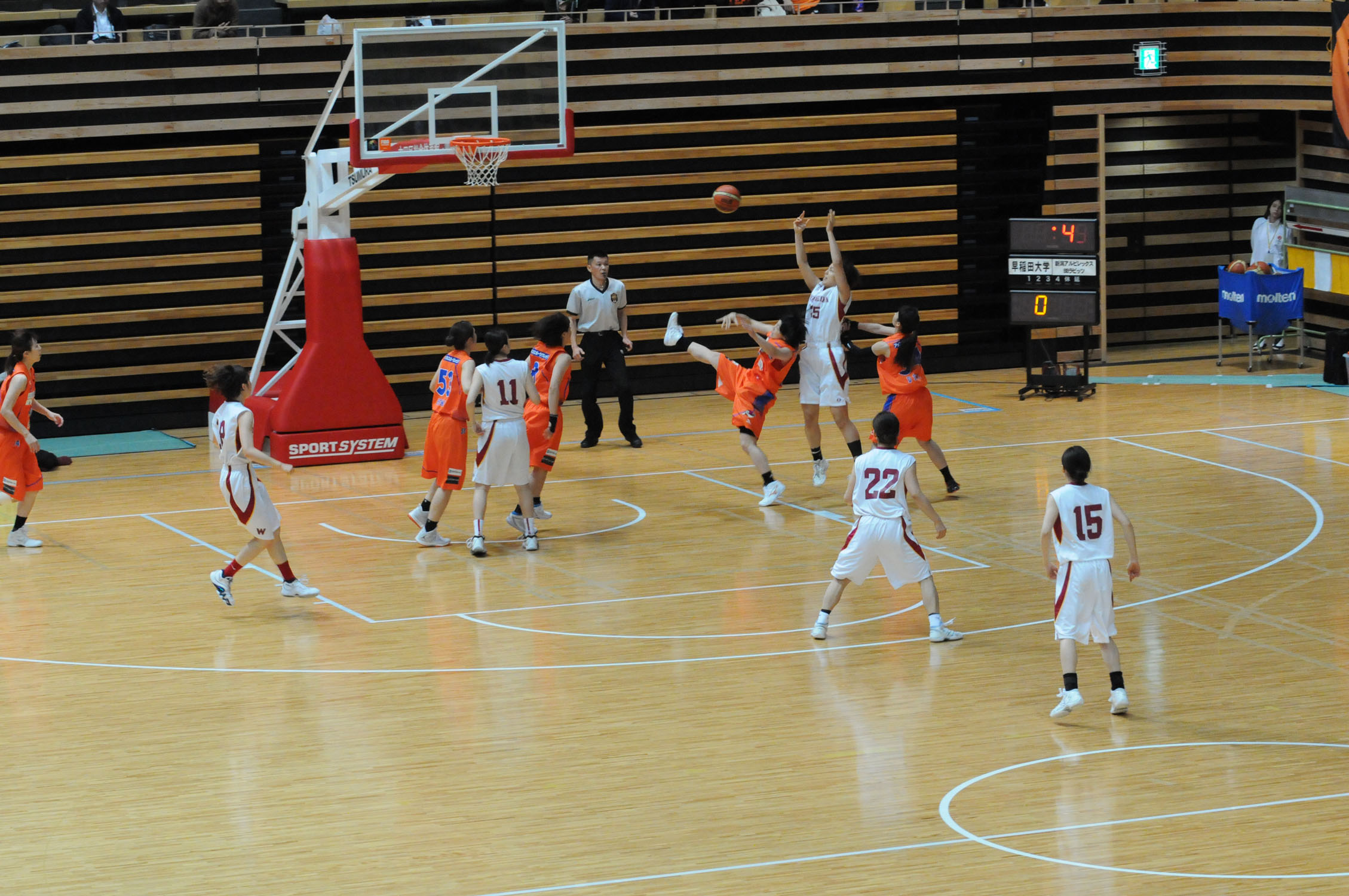
3回戦、早稲田大対新潟

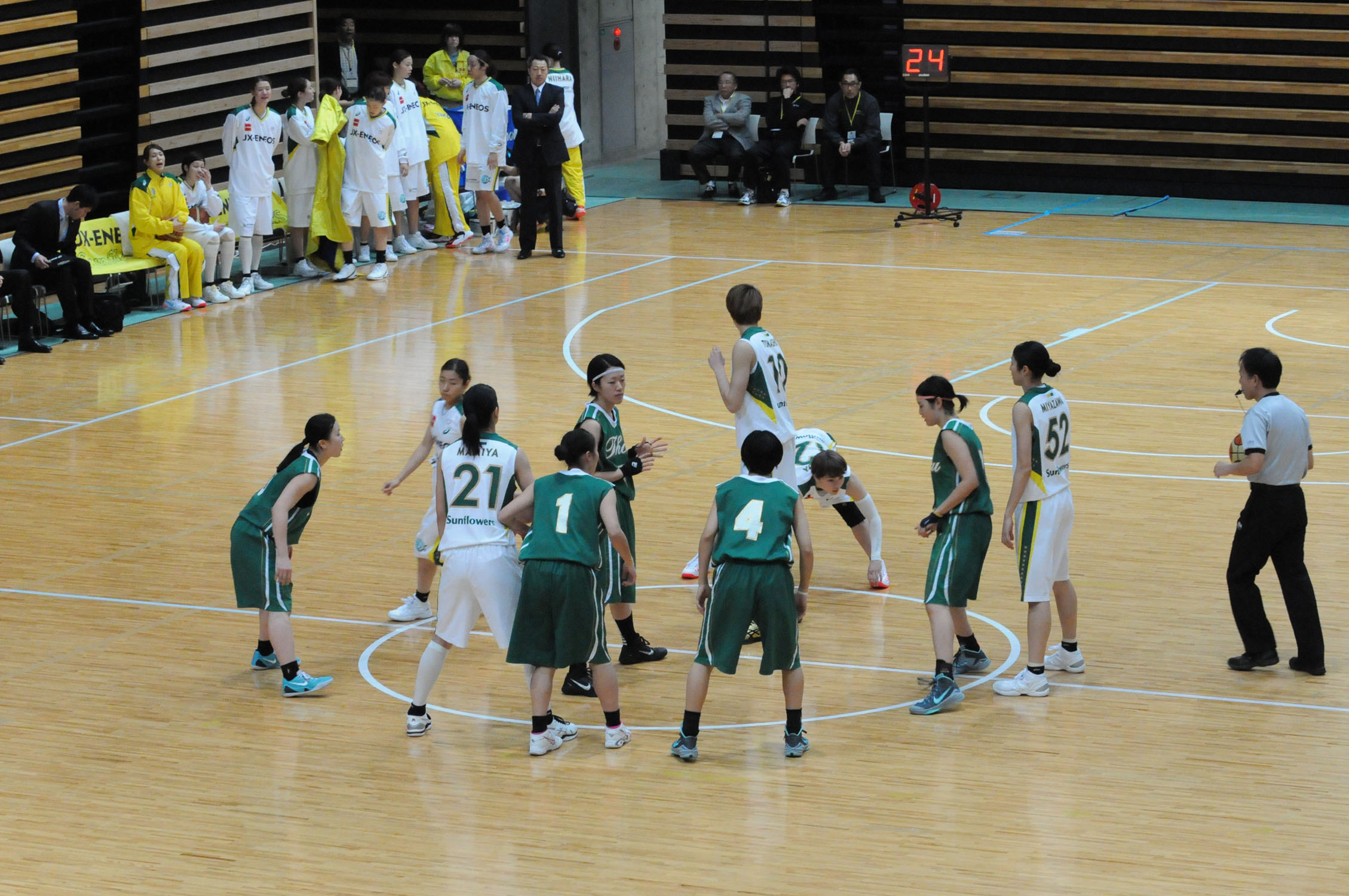
3回戦、JX-ENEOS対東京医療保健大

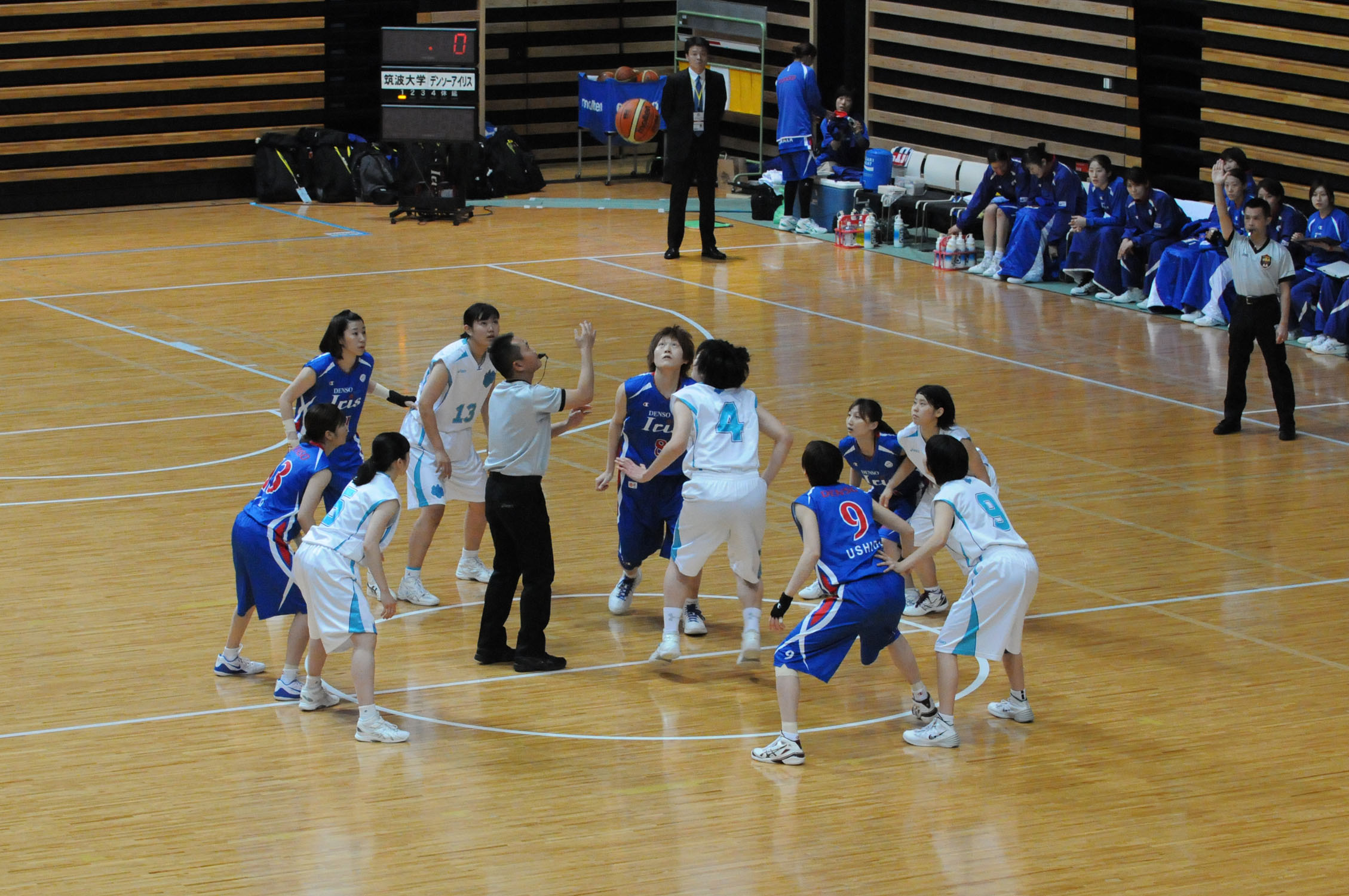
3回戦、筑波大対デンソー

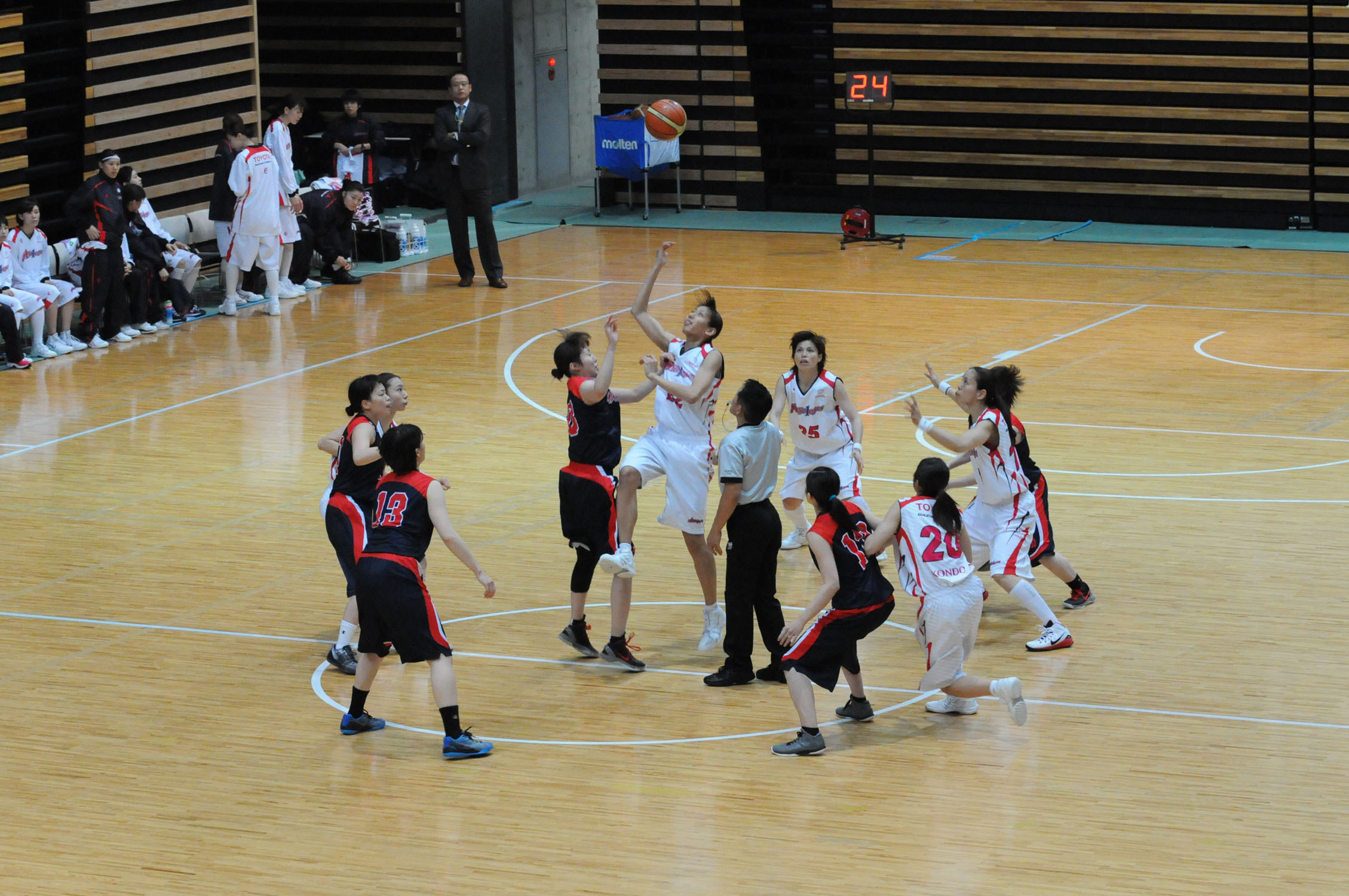
3回戦、トヨタ対秋田銀行

- KA・KB：駒沢体育館
- OA・OB：大田区総合体育館
- Y1：代々木第一体育館
- Y2：代々木第二体育館

### 男子
1回戦
| 日時      | Y2                                  | KA                                   | KB                                  |
| --------- | ----------------------------------- | ------------------------------------ | ----------------------------------- |
| 1日12：00 | 中京大学 68 - 97 千葉               | 東京Z 78 - 59 JR東日本秋田           | 福岡大学附属大濠高 68 - 94 拓殖大学 |
| 1日13：40 | 東海大学 121 - 43 EBETSU W・B       | 豊田通商名古屋 135 - 60 流通科学大学 | 九州電力 51 - 53 慶應大学           |
| 1日15：20 | 明治大学 76 - 80 和歌山トライアンズ | TOTAL・CLUB 62 - 74 和歌山クラブ     | 国士舘大学 95 - 52 UNITE            |
| 1日17：00 | 熊本 100 - 58 大東文化大学          | 曙ブレーキ工業 69 - 68 近畿大学      | 日本経済大学 64 - 90 東京EX         |

2回戦
| 日時      | Y2                                  | KA                                      | KB                           |
| --------- | ----------------------------------- | --------------------------------------- | ---------------------------- |
| 2日12：00 | つくば 55 - 65 拓殖大学             | 東京Z 60 - 65 千葉                      | 東海大学 97 - 106 豊田通商   |
| 2日13：40 | 慶應大学 55 - 97 兵庫               | 和歌山クラブ 47 - 76 和歌山トライアンズ | 熊本 101 - 50 曙ブレーキ工業 |
| 2日15：20 | 北海道 98 - 62 国士舘大学           |                                         |                              |
| 2日17：00 | 東京EX 76 - 58 石川ブルースパークス |                                         |                              |

3回戦
| 日時      | Y1                                | Y2                                        |
| --------- | --------------------------------- | ----------------------------------------- |
| 3日12：00 | 拓殖大学 62 - 119 トヨタ東京      | アイシン三河 60 - 67 千葉                 |
| 3日14：00 | リンク栃木 82 - 64 兵庫ストークス | 豊田通商 86 - 104 日立東京                |
| 3日16：00 | 北海道 64 - 84 東芝神奈川         | 三菱電機名古屋 96 - 47 和歌山トライアンズ |
| 3日18：00 | 筑波大学 78 - 93 東京EX           | 熊本 68 - 80 広島                         |

準々決勝
| 日時      | Y1                                |
| --------- | --------------------------------- |
| 4日12：00 | 千葉 72 - 74 トヨタ東京           |
| 4日14：00 | リンク栃木 61 - 82 日立東京       |
| 4日16：00 | 三菱電機名古屋 60 - 81 東芝神奈川 |
| 4日18：00 | 東京EX 64 - 77 広島               |

準決勝
| 日時       | Y1                          |
| ---------- | --------------------------- |
| 10日15：00 | トヨタ東京 78 - 80 広島     |
| 10日17：00 | 東芝神奈川 84 - 94 日立東京 |

決勝
| 1月12日 14:00 |

| レポート |

| 広島ドラゴンフライズ                           | 66–81 | 日立サンロッカーズ東京 |
| クォーター・スコア: 11-18, 12-20, 23-27, 20-16 |       |                        |

### 女子
1回戦
| 日時      | OA                                            | OB                                    |
| --------- | --------------------------------------------- | ------------------------------------- |
| 1日12：00 | 紀陽銀行 62 - 70 大阪体育大学                 | アカシヤクラブ 55 - 81 順天堂大学     |
| 1日13：40 | 鶴屋百貨店 56 - 68 愛知学泉大学               | 筑波大学 69 - 56 環太平洋大学         |
| 1日15：20 | 秋田銀行 62 - 38 松蔭大学                     | 足羽高等学校 27 - 94 山形銀行         |
| 1日17：00 | 西南女学院大学 76 - 55 今治オレンジブロッサム | 東海大学九州 48 - 84 大阪人間科学大学 |

2回戦
| 日時      | OA                                      | OB                                  |
| --------- | --------------------------------------- | ----------------------------------- |
| 2日12：00 | 大阪体育大学 57 - 67 東京医療保健大学   | 早稲田大学 96 - 58 順天堂大学       |
| 2日13：40 | 愛知学泉大学 63 - 67 白鷗大学           | 桜花学園高等学校 65 - 88 筑波大学   |
| 2日15：20 | 秋田銀行 76 - 62 立命館大学             | 日立ハイテク 62 - 47 山形銀行       |
| 2日17：00 | 西南女学院大学 61 - 84 羽田ヴィッキーズ | アイシンAW 65 - 50 大阪人間科学大学 |

3回戦
| 日時      | OA                                | OB                            |
| --------- | --------------------------------- | ----------------------------- |
| 3日12：00 | JX-ENEOS 74 - 54 東京医療保健大学 | 早稲田大学 52 - 66 新潟       |
| 3日14：00 | トヨタ紡織 89 - 51 白鷗大学       | 筑波大学 55 - 99 デンソー     |
| 3日16：00 | トヨタ自動車 63 - 46 秋田銀行     | 日立ハイテク 52 - 70 三菱電機 |
| 3日18：00 | シャンソン 88 - 67 羽田           | アイシンAW 57 - 92 富士通     |

準々決勝
| 日時      | Y2                            |
| --------- | ----------------------------- |
| 4日12：00 | JX-ENEOS 89 - 41 新潟         |
| 4日14：00 | トヨタ紡織 59 - 63 デンソー   |
| 4日16：00 | トヨタ自動車 64 - 39 三菱電機 |
| 4日18：00 | シャンソン 49 - 64 富士通     |

準決勝
| 日時       | Y1                            |
| ---------- | ----------------------------- |
| 10日11：00 | JX-ENEOS 72 - 69 富士通       |
| 10日13：00 | トヨタ自動車 61 - 75 デンソー |

決勝
| 1月11日 14:00 |

| レポート |

| JX-ENEOSサンフラワーズ                        | 66–53 | デンソーアイリス |
| クォーター・スコア: 11-15, 11-9, 17-14, 27-15 |       |                  |

## 大会ベスト5
男子
- 木下博之（日立東京№1・2年ぶり3回目）
- 竹内譲次（日立東京№15・5年ぶり5回目）
- 広瀬健太（日立東京№24・初受賞）

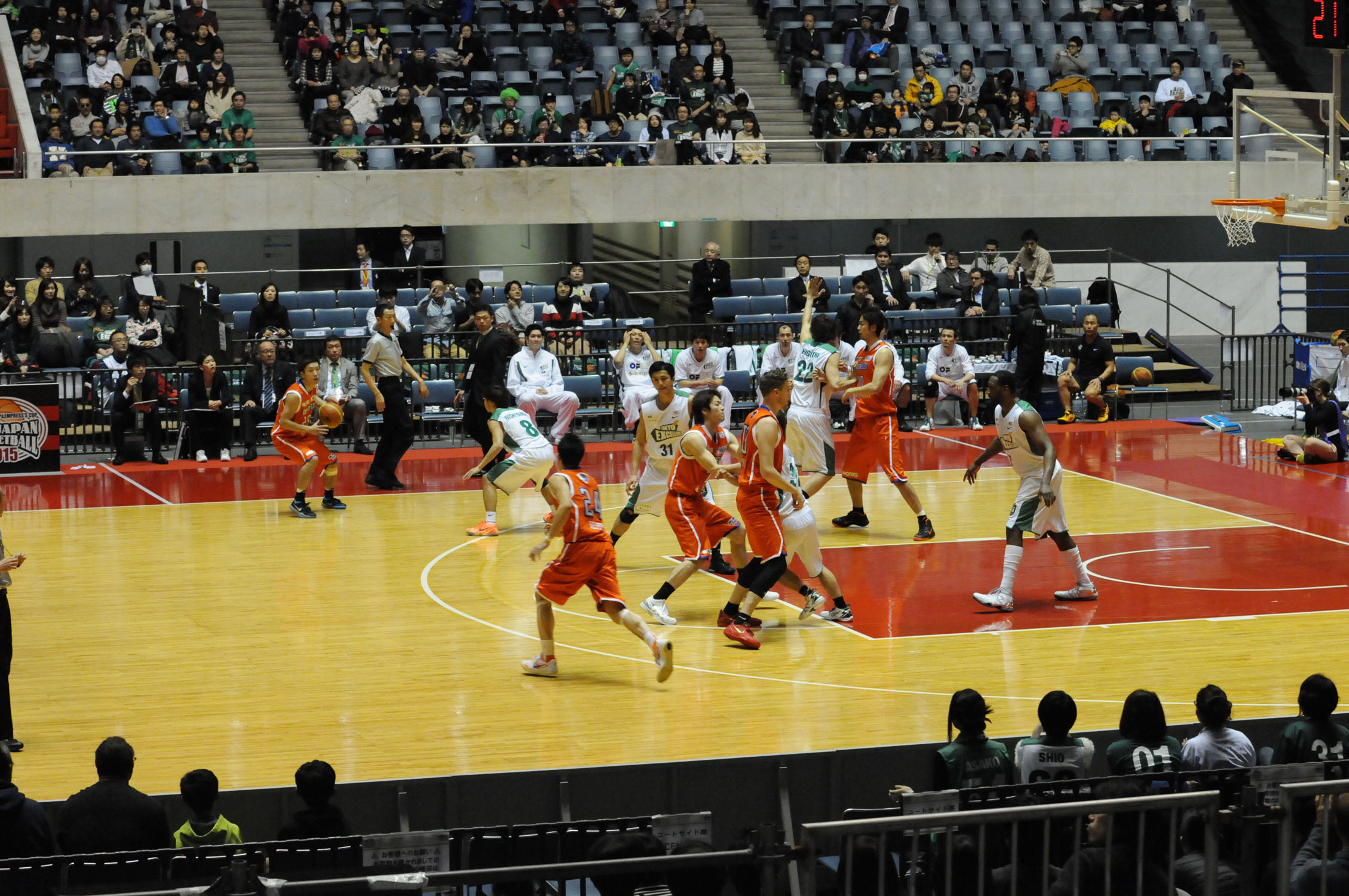
準々決勝、東京EX対広島

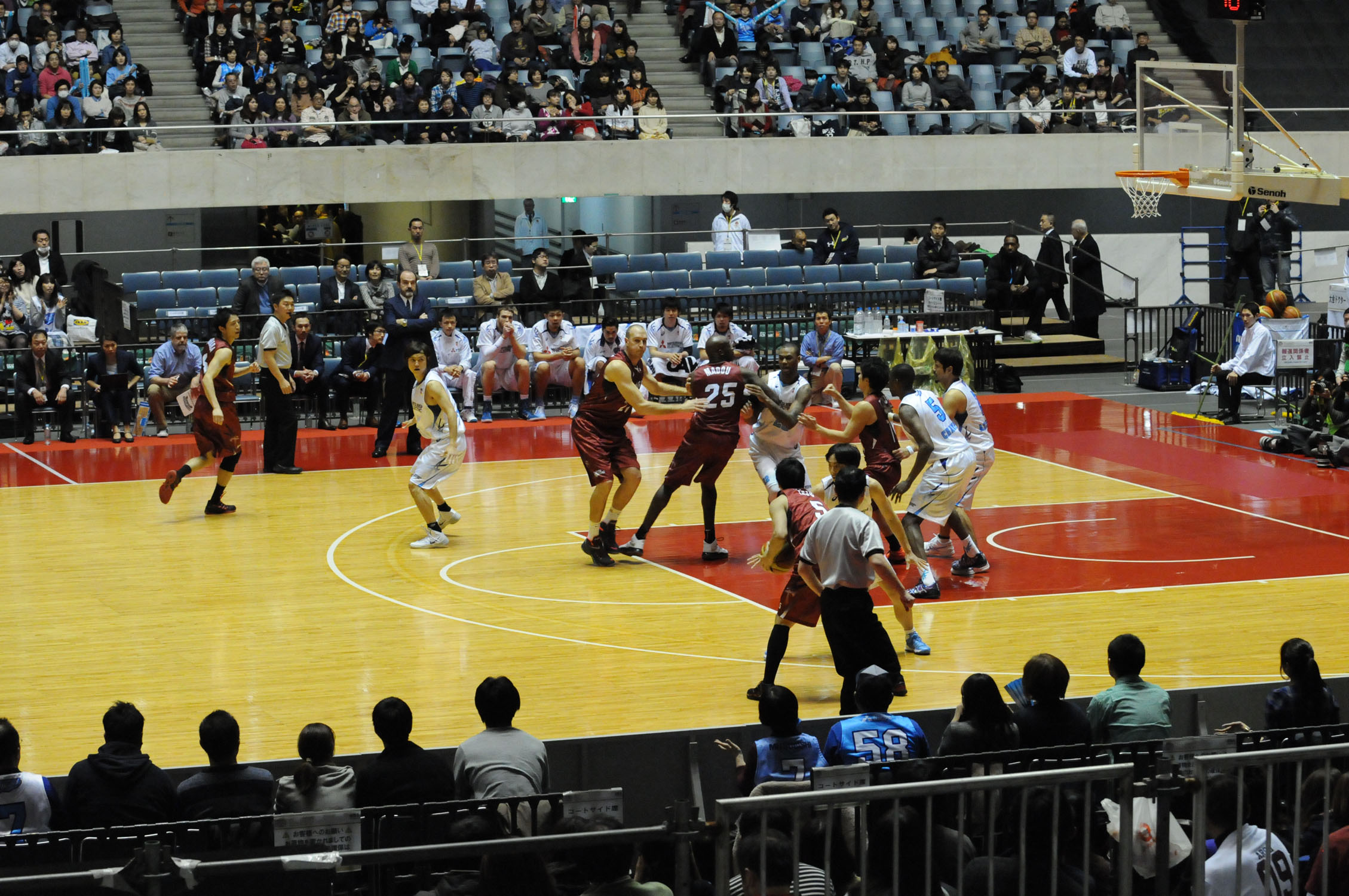
準々決勝、三菱電機名古屋対東芝神奈川

- ジョシュ・ハイトベルト（日立東京・№42・初受賞）
- 竹内公輔（広島№10・3年ぶり6回目）

女子
- 吉田亜沙美（JX-ENEOS№12・2年連続5回目）
- 渡嘉敷来夢（JX-ENEOS№10・5年連続5回目）
- 髙田真希（デンソー№8・3年ぶり2回目）
- 伊集南（デンソー№13・初受賞）
- 長岡萌映子（富士通・№0・2年ぶり2回目）